# Касандана
Касандана је била ахеменидска краљица, ћерка Фарнаспа, сестра Отана, и омиљена жена великог краља Кира Великог, оснивача Ахеменидског Персијског царства. Родила је Киру два сина; Камбиза II који је наследио оца и освојио Египат, Смердиса који је наводно такође кратко владао Персијским царством, и ћерке Атосу и Артистону.
Касанданина ћерка Атоса је касније имала важну улогу у ахеменидској краљевској породици јер се удала за Дарија Великог и родила му наследника Ксеркса I. Њен велики утицај у персијској краљевској кући може се објаснити тиме што је била директни потомак Кира Великог.
Према Херодоту, након Касанданине смрти сви народи Кирове царевине су изразили „велику жалост“. У Набонидовим хроникама спомиње се како је након њене смрти у Вавилонији проглашено шест дана жалости. Историчар М. Боyце сматра како је Касандана сахрањена у Пасаргаду.